# Clinocentrus caucasicus
Clinocentrus caucasicus är en stekelart som beskrevs av Vladimir Ivanovich Tobias 1976. Clinocentrus caucasicus ingår i släktet Clinocentrus och familjen bracksteklar. Inga underarter finns listade i Catalogue of Life.